# معاهدة قارص
معاهدة قارص (بالتركية: Kars Antlaşması)‏، (بالروسية: Карсский договор / Karskiy dogovor) كانت اتفاقية صداقة وُقّعت في مدينة قارص في 13 أكتوبر 1921، وصدقت في يريفان في 11 سبتمبر 1922. شمل الموقعون ممثلين من الجمعية الوطنية الكبرى التركية والتي أعلنت لاحقاً في عام 1923 الجمهورية التركية، كذلك من أرمينيا السوفيتية المستقبلية وأذربيجان السوفيتية وجورجيا السوفيتية، والتي شكّلن جميعهن جزءاً من الاتحاد السوفيتي نتيجة معاهدة الاتحاد في ديسمبر 1922 بمشاركة روسيا البلشفية. هي معاهدة خلفت سابقتها معاهدة موسكو الموقعة في مارس 1921 ومعاهدة برست ليتوفسك لتخرج من الحرب العالمية الأولى، وأسست الحدود المعاصرة بين تركيا ودول جنوب القوقاز. ساعدت على إنهاء معركة سرداراباد والحملة القوقازية ككل.
معظم الأراضي التي تخلي عنها لتركيا في المعاهدة كانت الامبراطورية الروسية قد حصلت عليها من الامبراطورية العثمانية خلال الحرب الروسية العثمانية (1877-1878). الاستثناء الوحيد كان منطقة سورمالي، والتي كانت قد ضمتها روسيا في معاهدة تركمانجاي بعد الحرب الروسية الفارسية (1826-1828) مع الدولة القاجارية.

## الموقعون
تم توقيع الاتفاقية من قبل الممثل العام للحكومة التركية المؤقتة كاظم قره بكر، وعضو مجلس الشعب وقائد الجبهة الشرقية ولي بيك، وعضو مجلس الشعب مختار بيك، والسفير ممدوح شوكت باشا، والسفير الروسي ياكوف غانتسكي، ووزير الشؤون الخارجية الأرميني أسكاناز مرافيان، ووزير الداخلية بوغوس ماكنتسيان، ووزير الدولة الأذربيجاني بيهبود شاهتاهتينسكي، ووزير الشؤون العسكرية والبحرية شالفا إليافا، ووزير الشؤون الخارجية والمالية أليكساندر سفانيدزه.